# آبجو سرد نام من را صدا می‌کند
آبجو سرد نام من را صدا می‌کند آهنگی است که توسط خوانندگان موسیقی کانتری آمریکایی جیمسون راجرز و لوک کومز ضبط شده است. این آهنگ در ۷ دسامبر ۲۰۲۰ به‌عنوان دومین تک‌آهنگ از اولین آلبوم استودیویی راجرز شرط میبندم اهل یک شهر کوچک هستید منتشر شد. تهیه کنندگی این آهنگ بر عهده راجرز به همراه آلیسا واندرهایم، برت تایلر و هانتر فلپس نوشته شد و کریس فارن و جیک میچل بوده است.

## نمودارها

### نمودار هفتگی
| نمودار (۲۰۲۰–۲۰۲۱)                         | موقعیت |
| ------------------------------------------ | ------ |
| استرالیا کشور داغ 50 (تی‌ام‌ان)              | ۷      |
| کانادا (۱۰۰ تک‌آهنگ داغ کانادا)             | ۶۱     |
| کانتری کانادا (بیلبورد)                    | ۶      |
| بیلبورد هات ۱۰۰ ایالات متحده               | ۲۶     |
| کانتری ایرپلی ایالات متحده (بیلبورد)       | ۱      |
| ترانه‌های داغ کانتری ایالات متحده (بیلبورد) | ۳      |

| منطقه                                                              | گواهی      | واحد گواهی‌شده/فروش |
| ------------------------------------------------------------------ | ---------- | ------------------ |
| استرالیا (آی‌اف‌پی‌آی استرالیا)                                       | طلا (Gold) | 0                  |
| * رقم فروش تنها بر پایهٔ گواهی‌ها. ^ رقم توزیع تنها بر پایهٔ گواهی‌ها. |            |                    |